# Laura Nolte
Laura Nolte (Unna, 23 de noviembre de 1998) es una deportista alemana que compite en bobsleigh en las modalidades individual y doble.
Participó en los Juegos Olímpicos de Pekín 2022, obteniendo una medalla de oro en la prueba doble (junto con Deborah Levi).
Ganó siete medallas en el Campeonato Mundial de Bobsleigh entre los años 2021 y 2025, y nueve medallas en el Campeonato Europeo de Bobsleigh entre los años 2021 y 2025.

## Palmarés internacional
| Juegos Olímpicos   | Juegos Olímpicos             | Juegos Olímpicos  | Juegos Olímpicos |
| Año                | Lugar                        | Medalla           | Prueba           |
| ------------------ | ---------------------------- | ----------------- | ---------------- |
| 2022               | Pekín (China)                | Medalla de oro    | Doble            |
| Campeonato Mundial |                              |                   |                  |
| Año                | Lugar                        | Medalla           | Prueba           |
| 2021               | Altenberg (Alemania)         | Medalla de bronce | Individual       |
| 2021               | Altenberg (Alemania)         | Medalla de bronce | Doble            |
| 2023               | Sankt Moritz (Suiza)         | Medalla de oro    | Individual       |
| 2024               | Winterberg (Alemania)        | Medalla de oro    | Individual       |
| 2024               | Winterberg (Alemania)        | Medalla de plata  | Doble            |
| 2025               | Lake Placid (Estados Unidos) | Medalla de oro    | Doble            |
| 2025               | Lake Placid (Estados Unidos) | Medalla de plata  | Individual       |
| Campeonato Europeo |                              |                   |                  |
| Año                | Lugar                        | Medalla           | Prueba           |
| 2021               | Winterberg (Alemania)        | Medalla de oro    | Doble            |
| 2022               | Sankt Moritz (Suiza)         | Medalla de plata  | Individual       |
| 2022               | Sankt Moritz (Suiza)         | Medalla de bronce | Doble            |
| 2023               | Altenberg (Alemania)         | Medalla de oro    | Individual       |
| 2023               | Altenberg (Alemania)         | Medalla de oro    | Doble            |
| 2024               | Sigulda (Letonia)            | Medalla de oro    | Doble            |
| 2024               | Sigulda (Letonia)            | Medalla de bronce | Individual       |
| 2025               | Lillehammer (Noruega)        | Medalla de oro    | Individual       |
| 2025               | Lillehammer (Noruega)        | Medalla de oro    | Doble            |